# Hemisferi cerebral
Un hemisferi cerebral és cadascuna de les parts laterals del cervell, unides per les formacions interhemisfèriques (cos callós, trígon, nuclis de la base, etc.).
Cada hemisferi es divideix en quatre lòbuls (frontal, occipital, temporal i parietal), separats l'un de l'altre per tres cissures (de Silvi, de Rolando i perpendicular externa). A més, al fons de la cissura de Silvi hi ha el lòbul de l'ínsula. Per la lateralitat que presenten els éssers humans, cada hemisferi està especialitzat en una sèrie de funcions (per exemple el llenguatge sol focalitzar-se en l'hemisferi esquerre i la percepció al dret).